# Polystichum mucronifolium
Polystichum mucronifolium là một loài thực vật có mạch trong họ Dryopteridaceae. Loài này được (Blume) C. Presl miêu tả khoa học đầu tiên năm 1851.